# Soliers
Soliers Vila (en francès Solliès-Ville) és un municipi francès situat al departament del Var i a la regió de Provença – Alps – Costa Blava.
No s'ha de mudar el nom en Soliers. Soliers Vila no és un municipi idèntic a Soliers (Calvados). Si's plau, ajuda ! No es pot desfer la falsa identificació.

## Demografia
| 1962                                       | 1968 | 1975 | 1982  | 1990  | 1999  | 2006  |
| ------------------------------------------ | ---- | ---- | ----- | ----- | ----- | ----- |
| 710                                        | 801  | 850  | 1.193 | 1.895 | 2.247 | 2.418 |
| Des de 1962: població sense dobles comptes |      |      |       |       |       |       |

## Administració
| Període | Identitat      | Partit |
| ------- | -------------- | ------ |
| 2001-   | André Geoffroy |        |